# Relaciones República Democrática del Congo-México
Las naciones de la República Democrática del Congo y México establecieron relaciones diplomáticas en 1975. Ambas naciones son miembros del G24 y de las Naciones Unidas.

## Historia
Durante el Comercio atlántico de esclavos, España transportó a varios esclavos africanos del Congo a México, donde llegaron principalmente a la ciudad portuaria de Veracruz. En junio de 1960, México reconoció la independencia de Congo-Kinsasa de Bélgica. En enero de 1961, el secretario de Relaciones Exteriores de México, Manuel Tello Baurraud expresó su pesar por la muerte del ex Primer Ministro congoleño Patrice Lumumba. En los Juegos Olímpicos de México 1968, Congo-Kinsasa participó en sus primeros juegos olímpicos en la Ciudad de México.
La República Democrática del Congo (en ese entonces conocido como Zaire) y México establecieron relaciones diplomáticas formalmente el 31 de julio de 1975. Desde el establecimiento de relaciones diplomáticas, las relaciones entre ambas naciones han tenido lugar principalmente en foros internacionales como en las Naciones Unidas. 
México, como miembro no permanente del Consejo de Seguridad de las Naciones Unidas de 1980–1981 y nuevamente de 2002–2003; votó a favor de resoluciones que aborden la situación en la República Democrática del Congo. Algunas de estas resoluciones fueron las siguientes: Resolución 1399, Resolución 1417, Resolución 1445, Resolución 1457, Resolución 1896, Resolución 1906, Resolución 1925 y Resolución 1952 (por nombrar algunos). En 2007, México acreditó por primera vez a su embajador residente en Adís Abeba, Etiopía ante el gobierno de la República Democrática del Congo.
En diciembre de 2010, el ministro de Medio Ambiente del Congo, Tosi Mpanu Mpanu, asistió a la Conferencia de las Naciones Unidas sobre el Cambio Climático de 2010, celebrada en Cancún, México. En abril de 2014, el ministro de Planificación congoleño, Celestin Vunabandi Kanyamihigo, visitó México. En mayo de 2014, el Viceministro de Cooperación congoleño, Dismas Magbengu Swana Emin, también realizó una visita a México para asistir a una conferencia. En noviembre de 2014, el embajador de México residente en Etiopía, Alfredo Miranda Ortiz, asistió al “Africa Regional Meeting” (Reunión Regional de África) que se celebró en la capital congoleña de Kinsasa.
A principios de 2019, varios cientos de migrantes congoleños ingresaron a México en ruta hacia los Estados Unidos. Muchos de los migrantes congoleños buscan solicitar asilo y huyen de la violencia política en su país de origen y de la Enfermedad por el virus del Ébola. Muchos de los migrantes también procedían de Angola, que expulsó a más de 300,000 refugiados congoleños del país en 2018. Como resultado de las estrictas leyes de inmigración en los Estados Unidos, muchos de los migrantes congoleños han solicitado asilo en México para no regresar a su país. En 2023, había una comunidad de 540 ciudadanos congoleños viviendo en México.

## Visitas de alto nivel
Visitas de alto nivel de la República Democrática del Congo a México
- Ministro de Medio Ambiente Tosi Mpanu Mpanu (2010)
- Ministro de Planificación Celestin Vunabandi Kanyamihigo (2014)
- Viceministro de Cooperación Dismas Magbengu Swana Emin (2014)

## Becas
En materia de cooperación educativa, México ofrece becas para que nacionales de la República Democrática del Congo, cursen estudios de posgrado en instituciones de educación superior mexicanas. Además, México cuenta con una comunidad de congoleños, algunos de los cuales son catedráticos destacados que forman parte de la planta docente de universidades públicas y privadas del país.

## Comercio
En 2023, el comercio entre México y la República Democrática del Congo ascendió a $8 millones de dólares. Las principales exportaciones de la República Democrática del Congo a México incluyen: estuches, bolsas, cajas para almacenar y contenedores similares; manufacturas de hierro o acero, mecanismos para encuadernar láminas, circuitos electrónicos integrados, y partes para motores. Las principales exportaciones de México a la República Democrática del Congo incluyen: medicamentos, extractos de malta, discos, cintas y otros medios para grabaciones de sonido; motores y generadores, y pescado.

## Misiones diplomáticas
- México está acreditado ante la República Democrática del Congo a través de su embajada en Nairobi, Kenia.[9]
- República Democrática del Congo está acreditado ante México a través de su embajada en Washington D. C., Estados Unidos.[10]